# Jacques Cujas
Jacques Cujas (Tolosa, 1522 — Bourges, 4 d'octubre de 1590), fou un jurista francès considerat com un dels màxims representants de l'humanisme jurídic o mos gallicus, corrent que propugnà l'estudi històric i filològic del Corpus Iuris Civilis. Va llatinitzar el seu nom com Iacobus Cuiacius.
Dels historiadors del dret que es van ocupar de fer comprensiu el Corpus Iuris Civilis, Cujas fou el que va produir una obra més completa. Les seves gloses estudien el Digest, les Institucions, el Codi i les Novel·les. També destacà per la reordenació del dret romà, on cerca la producció dels distints juristes romans utilitzats en la compilació del Corpus Iuris, com Papinià, Africà, Paule i Modestí. No li interessa la pràctica jurídica ni la part utilitària del dret, se centra a restablir la forma original de les obres dels juristes romans, evitant les tesis a priori i les grans generalitzacions.
Professor universitari de dret civil, fou un professor itinerant, recorrent diverses universitats al llarg de la seva carrera professional. Des del principi aconseguí una nombrosa assistència a les seves classes, i molts dels alumnes el seguiren per diferents universitats. Els motius per a canviar d'universitat foren diversos: en alguns casos obligat per la pressió de col·legues, la situació de guerra civil a França o per la petició d'un protector; però en la majoria dels casos fou simplement per aconseguir uns honoraris més elevats i un millor reconeixement acadèmic.

## Biografia

### Joventut a Tolosa
Jacques Cujas neix a Tolosa del Llenguadoc. De la seva família sols es coneix el cognom del pare, Cujaus, i la seva ocupació, draper o esquilador, i el fet que aconseguí una posició econòmica suficient per a donar-li estudis al seu fill.
Inicia els seus estudis a la seva ciutat natal, i aprèn tot sol els idiomes llatí i grec. Més tard entra a la facultat de dret de la universitat de Tolosa, on destaca la presència i el mestratge d'Arnaud du Ferrier, tolosà com el mateix Cujas.
Acabats els estudis, a la mateixa universitat de Tolosa comença a impartir un curs introductori de les Institucions de Justinià (1547-1554), i tingué d'alumnes, entre altres a Étienne Pasquier i Antoine Loysel. Durant aquests anys, sense dades concretes, obté el doctorat en dret; però en el concurs de 1554 no ocupa la càtedra de dret civil, i és Pierre Forcadel, professor com ell a Tolosa, qui finalment obté la plaça.

### Professor itinerant: Caors, Bourges, Valença, Bourges, Torí i Valença
Potser decebut per no haver-hi aconseguit la càtedra o amb unes expectatives de millora econòmica, es trasllada a la universitat de Caors, acompanyat per nombrosos alumnes de Tolosa, per a ocupar una càtedra que sols gaudeix un únic curs acadèmic (1554-1555), però té temps per a preparar la seva primera aportació a l'edició crítica del dret, amb unes notes al llibre preparat per Johann Ulrich Zasius, en la seva edició de 1555.

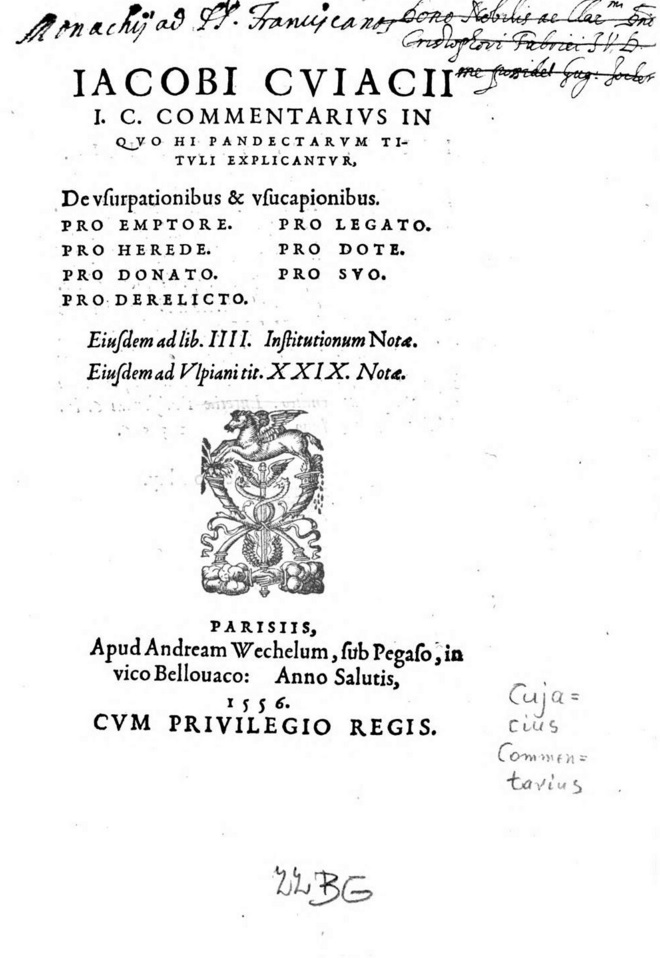
Portada de l'obra Commentarius in quo hi pandectarium (1556).

El setembre de 1555 Cujas, nomenat doctor regent, ocupa la càtedra de dret civil de la universitat de Bourges que abans posseïa François Baudouin. A aquesta plaça arriba recomanat per Jacques Du Faur, —notable tolosà i germà de dos antics alumnes de Cujas, Pierre i Michel—, davant Michel de L'Hospital, canceller de la princesa Margarida de Valois. François Douaren, eminent jurista i professor a Bourges, pretenia aquesta càtedra per a un dels seus deixebles, Hugues Doneau, també professor a la universitat. L'oposició dels antics alumnes de Douaren, ara professors, i d'una part dels alumnes, provoquen l'hostilitat cap a Cujas, amb episodis vexatoris que el mouen a abandonar Bourges, a l'agost de 1557, i traslladar-se momentàniament a París. En aquests dos anys comença a publicar les seves primeres obres de revisió del Corpus Juris Civilis, que immediatament, per la perfecta tècnica utilitzada, reben una excel·lent acollida en el món erudit.
El 28 de novembre de 1557, els diputats de Valença, arribats a París per a negociar amb Cujas la seva presència a la universitat, en substitució d'António de Gouveia, li ofereixen una càtedra de dret amb uns emoluments de 600 lliures. A Valença es manté des de desembre de 1557 fins a la fi de 1558, acompanyat per alguns alumnes que el segueixen des de Tolosa, i allí inicia la seva amistat amb el bisbe de la ciutat, Jean de Monluc. Durant aquest període contrau matrimoni amb Madeleine du Roure, filla d'un metge d'Avinyó, reimprimeix alguna obra anterior, i publica una part de les seves Observationum et emendationum i els comentaris d'alguns títols del Digest.
Després de la mort de Douaren, professor de la universitat de Bourges, a mitjan 1559, la princesa Margarida demana Cujas que ocupi la càtedra vacant. Cujas surt de Valença l'octubre de 1559 i arriba a Bourges a principis de 1560. En aquesta universitat imparteix classes de dret durant sis anys, i continua preparant els seus comentaris al dret romà. El primer llibre tret des de Bourges, Ad tres postremos libros Codicis Iustiniani commentarii, el dedica als seus protectors, la princesa Margarida, i el seu canceller, Michel de L'Hospital.
Quan mor António de Gouveia el 5 de març de 1566 i deixa vacant la càtedra de dret civil a la universitat de Torí, els ducs de Savoia, Manuel Filibert i Margarida de Valois li demanen a Jacques Cujas que ocupi aquesta plaça. No pot defugir la petició de la seva protectora, i a més a més, la inseguretat creada per les guerres de religió que es viu a França, la possibilitat de consultar i adquirir fonts antigues de dret romà, i uns honoraris avantatjosos, el convencen per a traslladar-se d'universitat. La princesa li envia 300 lliures pel viatge, el qual comença el 21 de setembre, acompanyat per la seva família i alguns deixebles. A Torí roman un any, i per les seves classes i per haver estat nomenat conseller del duc, rep 1800 lliures. Durant la seva estada a Torí realitza un viatge a Venècia, on visita els ambaixadors Arnaud du Ferrier —antic professor seu a Tolosa— i Paul de Foix —antic alumne—, els quals l'ajuden a adquirir una còpia de les basíliques; i demana en préstec, avalat pels ducs, a Cosme I de Mèdici, sense aconseguir el seu propòsit, la Littera Florentina, un important manuscrit del segle vi que conté, quasi de forma íntegra, el Digest.
Al mes d'abril de 1567, el consell de la vila de Valença amb el suport del bisbe Jean de Monluc, ofereix Cujas, que ja estava decidit a moure's de Torí, una càtedra de dret a la universitat, amb uns honoraris que suposen un important esforç per part de la universitat: 1600 lliures anuals, la retribució dels graus i una residència gratuïta. A finals d'agost ja estava a Valença, i pocs dies després esclata la segona guerra de religió (1567-1568) i la ciutat pateix la presència de les tropes i la requisició de queviures. En aquestes condicions, la universitat tanca, i Cujas cerca asil, per poder treballar en les seves investigacions, al castell de Charmes, on roman fins a l'abril de 1568, quan torna a la universitat. Per la seva reputació, les classes s'omplen d'estudiants, molts d'ells estrangers.

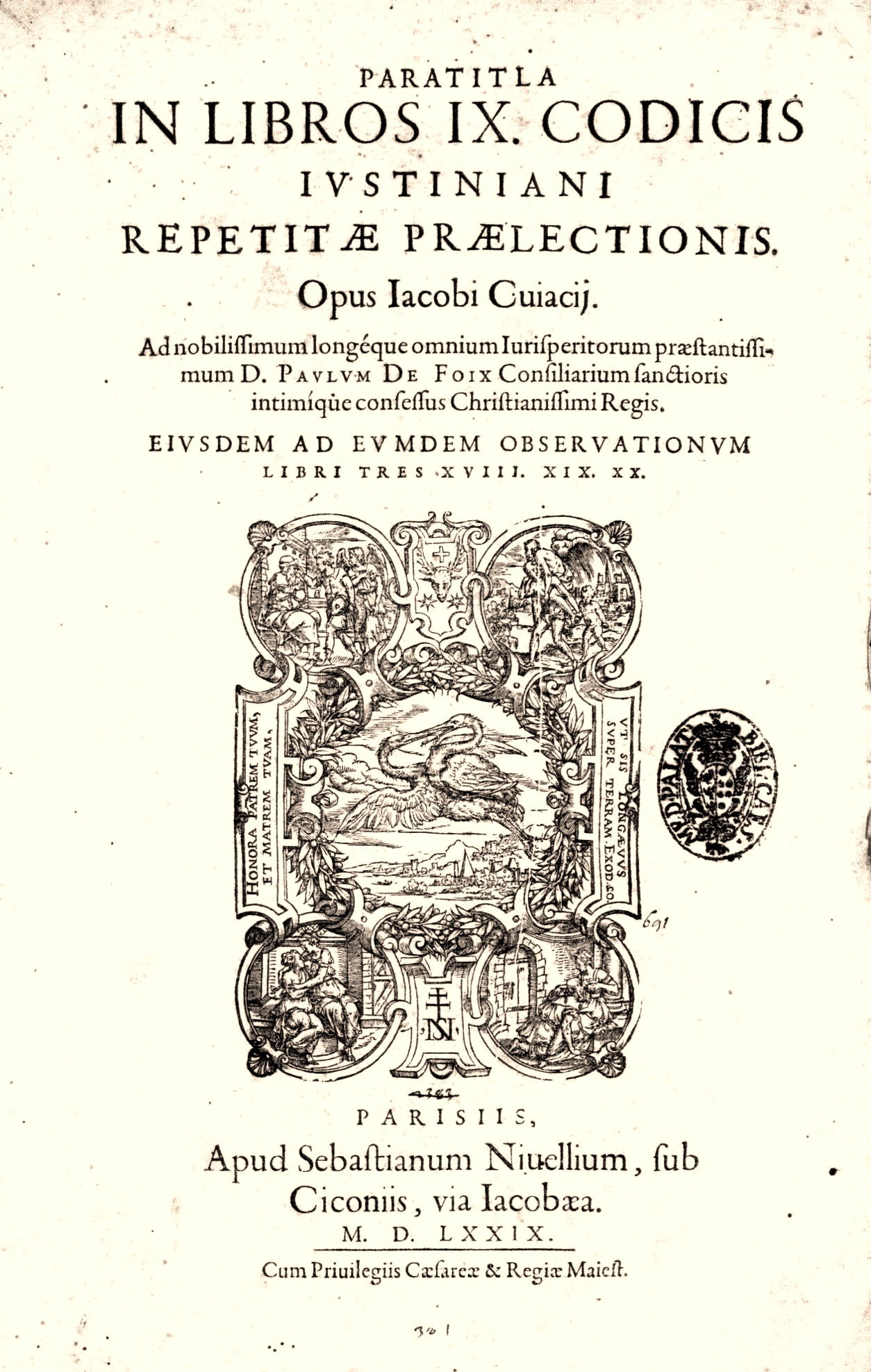
Portada de l'obra Paratitla in libros IX codicis Iustiniani (1579).

El setembre de 1568 comença la tercera guerra de religió, però Valença no resulta afectada fins a l'any següent, quan Cujas, amb la seva família, es retira a Lió, i on edita noves obres i reedita alguna de les antigues. Quan les parts en conflicte comencen les negociacions de pau, al voltant de juliol de 1569, Cujas torna a la universitat de Valença, on segueix les classes. En aquest període l'assistència d'alumnes de tot arreu augmenta, i entre tots, cal distingir a Joseph Juste Scaliger, aleshores reconegut per les seves edicions de clàssics grecoromans, i Jacques-Auguste de Thou, jove estudiant de dret que més endavant destacarà com a historiador i polític. Quan el conflicte amenaça la vida de Joseph Scaliger i d'Ennemond Bonnefoi, professor de dret civil, Cujas aconsegueix salvar-los la vida, i per aquesta acció, el rei, el 15 de maig de 1573, el nomena conseller honorari del parlament de Grenoble.

### Els darrers anys a Bourges
Quan tot feia pensar que acabaria la seva vida de professor a Valença, l'oferta de les autoritats de Bourges, a la primavera de 1575, de nomenar-lo degà de la facultat de dret, i la tranquil·litat religiosa que es viu a la ciutat, decididament catòlica, el convencen per a moure's altra volta, per a tornar per tercera vegada a la universitat de Bourges. A les darreries de maig rep l'ordre del rei per a traslladar-se, possiblement demanada pel mateix Cujas, i s'acomiada dels representants de la vila. De camí passa per Lió, i arriba a Bourges als voltants del 20 de juny.
A la tardor de 1581, amb pocs dies de diferència, moren la seva muller i el seu únic fill. Cinc anys després coneix la neboda d'un cunyat seu, Gabrielle Hervé, amb qui es casa el 22 de novembre de 1586.
Cansat del seu constant treball d'investigació i amb més de quaranta anys exercint la docència, l'1 de març de 1588 demana al rei una jubilació. A l'any següent, després de l'assassinat d'Enric III, la lliga catòlica proclama el cardenal Carles de Borbó, amb el nom de Carles X, com a rei de França, i els seus partidaris, sol·liciten Cujas que escrigui en favor del cardenal, a la qual cosa es nega adduint motius jurídics.
El 4 d'octubre de 1590, envellit, malalt i cansat en un país pertorbat per la guerra civil, Jacques Cujas mor a la ciutat de Bourges, la seva segona pàtria. En el seu sepeli se li tributen grans honors, amb tots els estaments de la vila i nombrosos deixebles, presents; i pronuncia l'oració fúnebre un antic alumne seu, Claude Maréchal, conseller del parlament de París. Després de mort, la possessió més preuada, la seva biblioteca, composta per més de cinc-cents volums, desapareix; i les seves obres inèdites comencen a ésser publicades com a obra pòstuma, per a distingir-la de l'obra que ell va voler publicar en vida.

## Obra

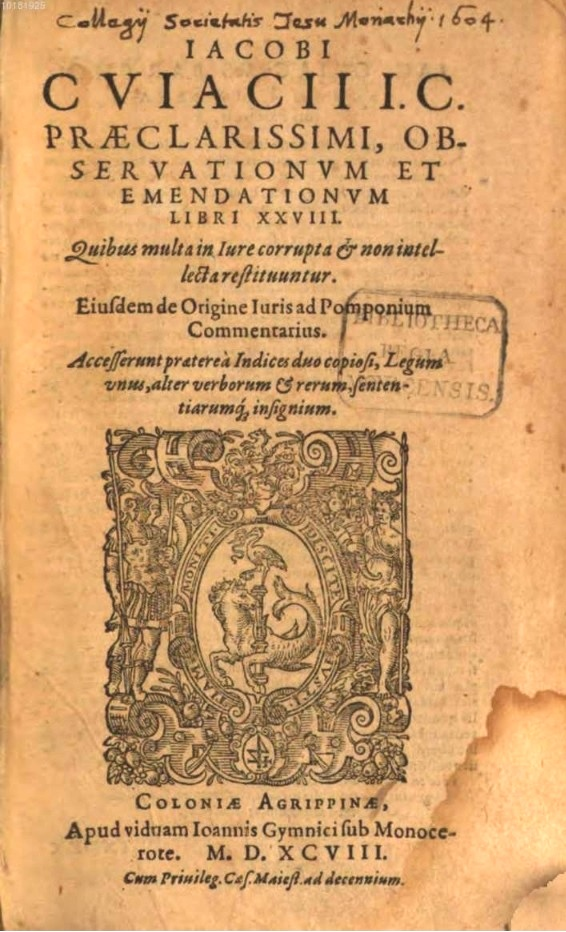
Portada de l'obra Observationum et emendationum libri XXVIII (1598).

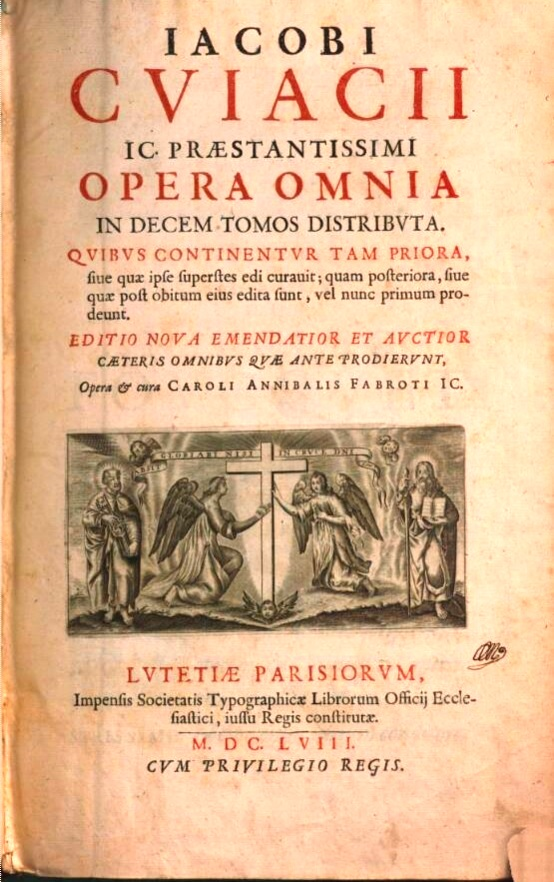
Portada del primer volum de l'Opera omnia (1658), editada per Charles Annibal Fabrot.

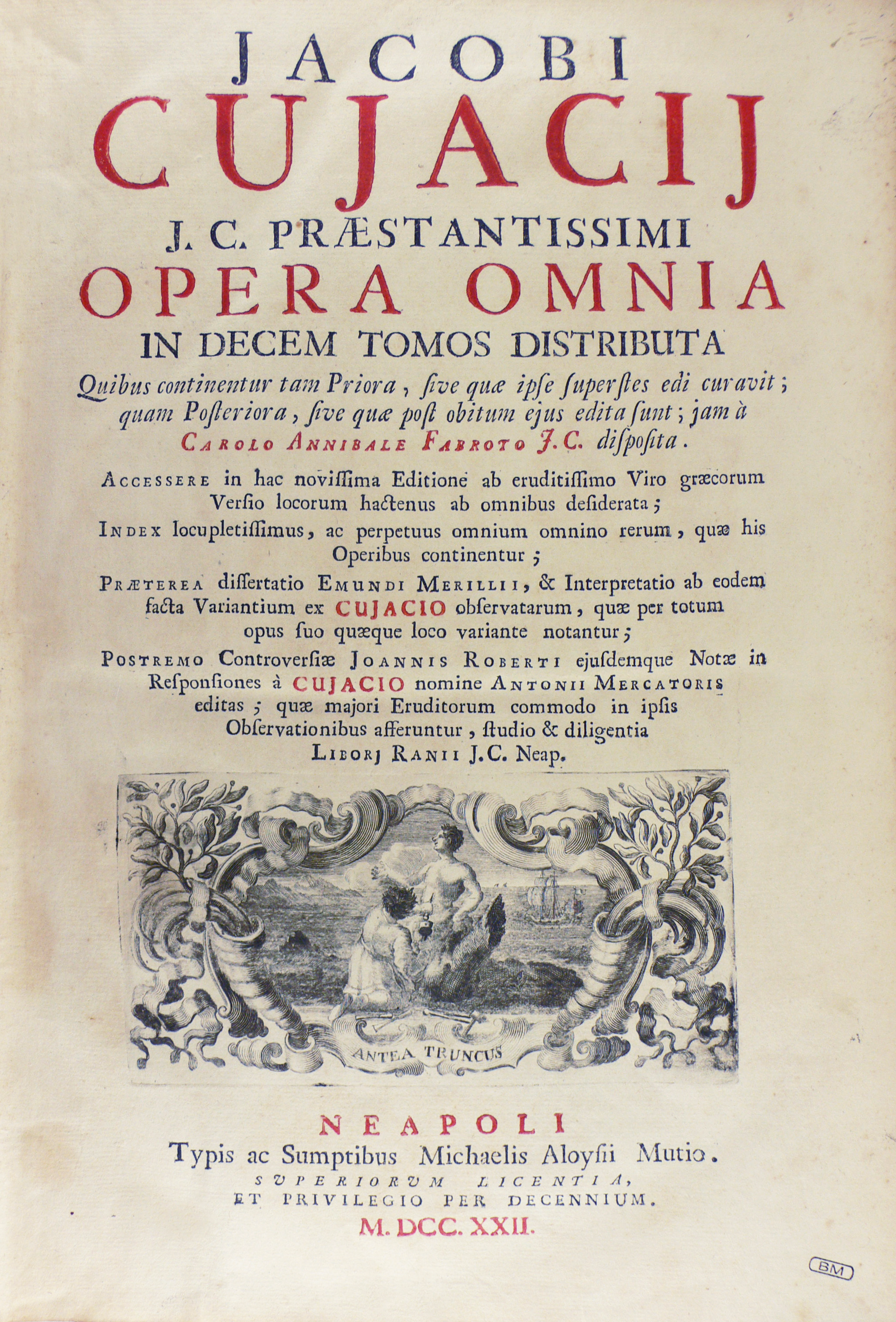
Portada de la segona edició de l'Opera omnia (1722).

Jacques Cujas utilitza la filologia per a reconstruir el text primigeni del Corpus Iuris Civilis justinià. Quan utilitza les fonts gregues és encara més ambiciós en pretendre posar en relleu que el dret romà forma part de la cultura de l'antiguitat. Així, en les seves obres: a) reconstitueix els texts grecs del Corpus Iuris, com el text grec del jurista Modestí, les constitucions gregues del codi justinià, i els mots grecs aïllats i les citacions d'autors grecs com Homer, Crisip o Teofrast en el Digest; b) utilitza les basíliques i altres texts romans d'Orient per la crítica textual; i c) li ofereix una perspectiva històrica i cultural al dret romà.
Per a facilitar la tasca d'enumerar les obres de Cujas, se segueix l'edició de Charles Annibal Fabrot de les seves obres completes, impresa en 1658, amb algunes correccions quant a la data d'edició de les obres, atenent a la cronologia establerta per Domenico Albanese el 1795:
- Operum priorum. Tomus primus:[34]
  - Notae ad libros IV Institutionum Iustiniani (1556).[35]
  - Notae ad Ulpiani libros XXIX Notae (1554).[35]
  - Interpretationes ad Iulii Pauli receptarum sententiarum ad filium libri quinque (1558).[36]
  - Πραγματεια de diversis temporum praescriptiones et terminis (1562).[37]
  - Eustathii Antecessoris liber de Temporalibus intervallis, momento usque ad Centum annos: nunc multo auctior et integrior quam antea a Schardio vel Cujacio editus (1562).[38]
  - Consultationes LX (1576).[38][39]
  - Paratitla in libros quinquaginta Digestorum (1569).[38][40]
  - Commentaria in quosdam pandectarum titulos (1556-1564).[41][35][37]
  - Ad Africanum Tractatus IX (1569-1573).[42][43]
- Operum priorum. Tomus secundus. Pars prior.[44]
  - Paratitla in libros IX codicis Iustiniani (1579).[45]
- Operum priorum. Tomus secundus. Pars altera.
  - Ad tres postremos libros Codicis Iustiniani commentarii (1562).[37]
  - Novellarum Constitutionum Justiniani Expositio (1569).[46]
  - De feudis libri V (1566).[47]
- Operum priorum. Tomus tertius.[48]
  - Observationum et emendationum libri XXVIII (1556-1595).[49]
- Operum postumorum. Tomus primus.[50]
  - Quaestiones Papiniani.
  - Responsa, Definitiones et cetera eiusdem Papiniani opera.
- Operum postumorum. Tomus secundus.[51]
  - Libri Pauli ad Edictum.
  - Libri eiusdem quaestionum.
  - Modestini Differentiarum Juris libri IX.
- Operum postumorum. Tomus tertius.[52]
  - Recitationes solemnes ad libros Salvii Iuliani, Responsa Iulii Pauli, Neratii, Marcelli, Ulpiani, Modestini et Scaeuolae.
  - Recitationes solemnes ad Decretalium Gregorii IX libros II, III et IV.
- Operum postumorum. Tomus quartus. Pars prima.[53]
  - Recitationes absolutissimae ad diversos titulos Pandectarum. In libros XXXVI.
- Operum postumorum. Tomus quartus. Pars posterior.[54]
  - Recitationes absolutissimae ad diversos titulos Pandectarum. In caeteros libros.
  - Scholia in libros IV Institutionum Justiniani.
  - Epistolis, orationibus et aliis quibusdam opusculis.
- Operum postumorum. Tomus quintus.[55]
  - Recitationes solemnes ad codicem Iustinianum. In libros IX.
- Appendix.[56]
  - Notata Antoni Mercatoris, Ad libros animadversionum Iohannis Roberti (1581).[57][58]
  - Notae in Digesta, Codicem et Novellas.
  - Notae in Consuetudine Feudorum.
  - Repetita praelectio, commentarius et recitationes ad titulos Digestorum.

Altres obres no incloses en l'edició de Charles Annibal Fabrot:
- In eosdem titulos Ludovici Charodae et Iacobi Cuiacii iureconsultorum notae (1555).[59]
- Basilikon liber LX (1566).[60] Traducció al llatí i edició crítica de les Basíliques.